# 혹성탈출: 제3의 인류
《혹성탈출: 제3의 인류》(영어: Escape From The Planet Of The Apes)는 1971년에 공개된 미국의 영화이다. 《혹성탈출 영화 시리즈》의 시리즈중 하나이다.

## 주연
- 로디 맥도웰 코르넬리우스 역
- 킴 헌터 지라 박사 역
- 브래드포드 딜먼 루이스 딕슨 박사 역